# Jan Blockx
Jan Blockx (Amberes, 25 de enero de 1851- Kapellenbos, cerca de Amberes, 26 de mayo de 1912), fue un compositor belga, considerado uno de los mejores músicos de la Flandes contemporánea. Fue profesor de la Escuela de Música de Amberes desde 1886, director del «Círculo Artístico», miembro de la Real Academia de Bélgica y sucedió a Peter Benoit al frente del Conservatorio Flamenco. En 1877 ensayó la música dramática con su ópera en un acto Iets vergeten, aunque su gran triunfo lo obtuvo con el ballet Milenka (1888). 
En su música se advierte un sentido muy vivo del ritmo, el gusto por la melodía clara y cantora, frecuentemente inspirada en las viejas canciones de Flandes. Su ópera cómica Maître Martin, lo mismo que su pantomima San Nicolas, fueron acogidas con entusiasmo. Princesa de mesón (1896) fue un nuevo triunfo, tanto en Flandes como en Francia. A partir de entonces dio a conocer la leyenda épica Thyl Eulenspiegel y un gran número de cantatas, un concierto para violín y una sinfonía; hasta su muerte en 1912.
- Datos: Q1681637
- Multimedia: Jan Blockx / Q1681637